# Live at Montreux 2003 (album, Jethro Tull)
Live at Montreux 2003 je živé dvojalbum britské progressive rockové skupiny Jethro Tull, vydané v roce 2007. Záznam byl pořízen na koncertu skupiny na Jazzovém festivalu Montreux, kde první část koncertu byla poloakustická a druhá elektrická. Švýcarská televize pořídila záznam tohoto koncertu, záznam byl vydán jako 2 CD a DVD.

## Seznam stop

### CD1
1. Some Day The Sun Won't Shine For You
2. Life Is A Long Song
3. Bourée
4. With You There To Help Me
5. Pavane
6. Empty Café
7. Hunting Girl
8. Eurology
9. Dot Com
10. God Rest Ye Merry Gentlemen
11. Fat Man

### CD2
1. Living In The Past
2. Nothing Is Easy
3. Beside Myself
4. My God
5. Budapest
6. New Jig
7. Aqualung
8. Locomotive Breath

## DVD
1. "Some Day the Sun Won't Shine for You" (Anderson)
2. "Life Is a Long Song" (Anderson)
3. "Bourée" (Instrumental) (Anderson) (Version de Noël)
4. "With You There to Help Me"
5. "Pavane" (Instrumental) (Anderson)
6. "Empty Café" (Instrumental)(Barre, Noyce)
7. "Hunting Girl" (Anderson)
8. "Eurology" (Instrumental) (Giddings)
9. "Dot Com" (Anderson)
10. "God Rest Ye Merry Gentlemen" (Instrumental) (Anderson)
11. "Fat Man" (Anderson)
12. "Living in the Past" (Anderson)
13. "Nothing Is Easy" (Anderson)
14. "Beside Myself" (Anderson)
15. "My God" (Anderson)
16. "Budapest" (Anderson)
17. "New Jig" (Instrumental) (Giddings, Anderson)
18. "Aqualung" (includes "Band introduction")
19. (Encore) "Locomotive Breath" (includes "Black Sunday (reprise)")
20. "Cheerio" (Instrumental)(Anderson)

## Sestava
- Ian Anderson (zpěv, flétna, akustická kytara, foukací harmonika, mandolína)
- Martin Barre (elektrická kytara, akustická kytara, flétna)
- Jonathan Noyce (baskytara)
- Andrew Giddings (klávesy, akordeon)
- Doane Perry (bicí)

&
- Masha (doprovodný zpěv)